# Azra Akın
Azra Akin (Almelo, Países Bajos, 8 de diciembre de 1981) es una modelo y actriz turca. Fue coronada Miss Mundo en el 2002, representando a Turquía, en el Alexandra Palace en Londres, Inglaterra.

## Filmografía

### Cine
| Año  | Título          | Personaje |
| ---- | --------------- | --------- |
| 2004 | Anlat İstanbul  | Idil      |
| 2005 | Teberik Şanssız | Fulya     |
| 2006 | İlk Aşk         | Bahar     |
| 2010 | PesPese         | Pelin     |

### Televisión
| Año  | Título        | Personaje        |
| ---- | ------------- | ---------------- |
| 2004 | Yağmur Zamanı | Eylül            |
| 2008 | Rüzgar        | Leyla            |
| 2009 | Ah Kalbim     | Ella misma       |
| 2009 | Ayrılık       | Firengiz Babayev |
| 2012 | Muck          | Elif             |

| Predecesor: Agbani Darego Nigeria | Miss Mundo 2002 | Sucesor: Rosanna Davison Irlanda |